# Robert Frank, la mirada d'Amèrica
Robert Frank, la mirada d'Amèrica (títol original en anglès, Don't Blink – Robert Frank) és un documental del 2015 sobre la vida i l'obra del fotògraf i cineasta Robert Frank. S'ha subtitulat al català.
La pel·lícula és un retrat de la vida i la carrera de Frank. Comprèn la realització del seu llibre Les Américains, els seus documentals amb amics com Allen Ginsberg i Jack Kerouac, i una pel·lícula encarregada pels Rolling Stones.
La banda sonora inclou cançons interpretades per The Mekons, Tom Waits, The Velvet Underground, Charles Mingus, The Kills, Yo La Tengo, Johnny Thunders, Natalie MacMaster, Bob Dylan, The Rolling Stones, New Order, The White Stripes i Patti Smith.
El documental ha rebut crítiques positives. L'agregador de ressenyes Rotten Tomatoes atorga a la pel·lícula una puntuació d'aprovació del 84%, basada en 32 ressenyes, amb una valoració mitjana de 6,7 sobre 10. A Metacritic, la pel·lícula té una puntuació de 75 sobre 100, basada en deu crítics, la qual cosa indica "crítiques generalment favorables".